# Nelson Pinto
Nelson Alejandro Pinto Martínez (Santiago, Chile, 1 de febrero de 1981) es un exfutbolista chileno que se le reconoce por su paso en la Universidad de Chile y su último club fue Palestino de la Primera División de Chile.

## Trayectoria
Comenzó su carrera en Universidad de Chile, en su posición de mediocampista, debutando en el año 2000, ganando la liga y la Copa Chile.
Durante 2003 en un Superclásico en el Estadio Monumental, recibió un proyectil en pleno rostro que originó la suspensión del partido.
En 2004 vuelve a ganar la liga (Torneo de Apertura), en 2005 parte al fútbol mexicano, específicamente al Tecos de la UAG, donde es titular y es compañero de sus compatriotas Hugo Droguett.
El segundo semestre del 2008 regresa a Universidad de Chile anotando 5 goles.
En enero de 2009 regresa a los Tecos de la UAG jugando con ellos el Interliga 2009, hasta el 14 de abril de 2009, pues a causa de una discusión con el técnico Miguel Herrera fue despedido.
El "Piojo" Herrera señaló; "Le pedí al jugador que entrara al campo y se negó, entonces le dije que si estaba frío que se fuera a su casa y no me respondió bien. La directiva me puso para tomar decisiones y tengo un equipo de 25 jugadores, así que tengo que decidir en algún momento, dejar a uno fuera o a dos".[cita requerida]
Por causa de su despido regresa a Universidad de Chile en el segundo semestre del 2009 pero sin el gran nivel que lo llevó a ser querido como lo fue. En el último tiempo a muchos les extraña su suplencia en el plantel universitario por el nivel que ha mostrado en sus últimas actuaciones.
El 21 de noviembre de 2010, durante el Clásico Universitario, Pinto usó el dorsal 2+9 (emulando a Iván Zamorano y su 1+8) en lugar de su habitual 29.
A fines de 2010 se le comunica que no se le renovara el préstamo desde Estudiantes Tecos, club donde tampoco se le tenía dentro de los planes, por lo que fue contratado en Santiago Morning.
Para mediados del 2011, e inicios del Torneo Apertura Nelson Pinto vuelve a Guadalajara con el Estudiantes Tecos.
Tras su retiro, Pinto incursionó en el minifútbol con el club Oriente y en el futsal con la Universidad de Chile. En el primer deporte, de hecho, integró también la selección de Chile que disputó el Campeonato Mundial de 2017, y la Copa Panamericana y la Copa de las Confederaciones de 2018.

## Clubes
| Club                 | País   | Año       |
| -------------------- | ------ | --------- |
| Universidad de Chile | Chile  | 2001-2005 |
| Tecos de la UAG      | México | 2005-2008 |
| Universidad de Chile | Chile  | 2008      |
| Tecos de la UAG      | México | 2009      |
| Universidad de Chile | Chile  | 2009-2010 |
| Santiago Morning     | Chile  | 2011      |
| Estudiantes Tecos    | México | 2011      |
| Palestino            | Chile  | 2012      |

## Palmarés
| Título             | Club                 | País   | Año    |
| ------------------ | -------------------- | ------ | ------ |
| Primera División   | Universidad de Chile | Chile  | 2004-A |
| Segunda División B | Estudiantes Tecos    | México | 2011   |